# Kakerlaken-Cartoon-Skandal im Iran 2006
Der Kakerlaken-Cartoon-Skandal im Iran war eine aufsehenerregende Kontroverse, die durch die Veröffentlichung einer Karikatur in der staatlichen Zeitung "Iran" am 12. Mai 2006 entbrannte. Die Karikatur zeigt neun Methoden zur Bekämpfung von Kakerlaken anhand der Darstellung eines Persisch sprechenden Kindes und einer Kakerlake. In der ersten Methode, als die Kakerlake ihn nicht versteht, entscheidet sich das Kind, in der Sprache der Kakerlaken zu sprechen. Daraufhin antwortet die Kakerlake mit dem Wort "Namana?" – was im Aserbaidschanischen "Wie bitte?" bedeutet. Die Karikatur wurde von vielen Aserbaidschanern als Beleidigung empfunden.

## Hintergrundgeschichte
Am 12. Mai 2006 erschien in der Zeitung "Iran", dem offiziellen Medienorgan der Islamischen Republik eine Karikatur Mana Neyestani. Diese trug den Titel: "Wie können wir verhindern, dass uns die Kakerlaken selbst in Kakerlaken verwandeln?" Auf der Zeichnung ist ein Junge zu sehen, der eine Kakerlake in angeblicher Kakerlaken-Sprache anspricht. 
Die Karikatur zeigt neun Methoden im Umgang mit Kakerlaken, darunter Dialog, Unterdrückung, Eliminierung, Geburtenkontrolle und Gewalt. Der Textabschnitt im ersten Bild beschreibt die erste Methode wie folgt:
Dialog
Manche Menschen sind der Meinung, dass man nicht sofort zur Gewalt greifen sollte, da das sonst den ganzen Spaß an der Sache verdirbt. Deshalb müssen wir zunächst versuchen, uns wie zivilisierte Wesen an einen Tisch zu setzen und mit den Kakerlaken einen Dialog zu führen. Doch das Problem ist: Eine Kakerlake versteht die menschliche Sprache nicht – sprich: keine vernünftigen Argumente. Und ihre eigene Grammatik ist derart kompliziert – niemand hat bisher herausgefunden, bei welchen Verben ihr „-ing“ angehängt wird –, dass 80 % der Kakerlaken sie selbst nicht beherrschen und lieber andere Sprachen sprechen.Wenn also nicht einmal die Kakerlaken ihre eigene Sprache verstehen – wie sollen wir sie dann verstehen? Genau deshalb scheitern die Verhandlungen unweigerlich, und die süße Logik der Gewalt wird zur Notwendigkeit!
Das Kind spricht daraufhin in der sogenannten Kakerlaken-Sprache mit der Kakerlake, doch diese versteht ihn nicht und antwortet mit ‚Namana?‘ (Wie bitte?). "Namana" ist ursprünglich ein aserbaidschanisches Wort, wird jedoch gelegentlich auch im Persischen als umgangssprachlicher Ausdruck verwendet.

## Empörung und Proteste
Die Publikation der Karikatur löste unter iranischen Aserbaidschanern eine große Entrüstungswelle aus, da sie darin eine implizite Gleichsetzung mit Kakerlaken sahen. Einige betrachteten sie als Ausdruck einer seit Langem bestehenden chauvinistischen Haltung gegenüber den Aserbaidschanern innerhalb Teilen der persischsprachigen Mehrheitsbevölkerung.
Die Kontroverse führte im Mai 2006 zu massiven Protesten in den überwiegend aserbaidschanisch geprägten Städten Täbris, Urmia, Ardabil, Zandschan und Naghadeh sowie in mehreren kleineren Ortschaften, nachdem die anfänglichen Aufforderungen zu einer öffentlichen Entschuldigung von der Verantwortlichen unbeachtet blieben. Mit dem gewaltsamen Vorgehen der iranischen Sicherheitskräfte gegen die anfangs friedlichen Demonstranten eskalierte die Situation. Die aus Teheran eingetroffenen Spezialeinheiten gingen dabei mit besonderer Härte vor. 
Die iranische Regierung reagierte umgehend auf die Ereignisse, indem sie die Zeitung "Iran" vorübergehend schloss und den Karikaturisten Mana Neyestani, sowie den Chefredakteur Mehrdad Ghasemfar festnehmen ließ. Darüber hinaus warf sie äußeren Kräften vor, die "nationalistische Karte auszuspielen". Der oberste Anführer Irans Ali Chamanei wandte sich in einer persönlichen Ansprache an die aserbaidschanischstämmige Bevölkerung Irans und versuchte mit lobenden Worten, die Gemüter zu beruhigen.

## Folgen
Laut Amnesty International wurden Hunderte, wenn nicht Tausende Aserbaidschaner festgenommen und Dutzende von Sicherheitskräften erschossen. Offiziell gab der Iran die Zahl der Festgenommenen mit 330 und die der Todesopfer mit vier an.